# Jang Hun (cyclisme)
Pour les articles homonymes, voir Jang.
Dans ce nom coréen, le nom de famille, Jang, précède le nom personnel.
Jang Hun, né le 30 avril 2000, est un coureur cycliste sud-coréen. Il participe à des compétitions sur route et sur piste.

## Biographie
En 2018, Jang Hun est sacré champion d'Asie de poursuite par équipes chez les juniors. L'année suivante, il intègre l'équipe continentale LX. Il rejoint ensuite la formation Uijeongbu en 2021. Toujours actif sur piste, il devient champion national de l'américaine, aux côtés de Park Sang-hoon,. Il s'adjuge par ailleurs une médaille d'argent dans la poursuite par équipes aux championnats d'Asie de 2022. 
Lors de la saison 2023, il représente son pays aux Jeux asiatiques, disputés à Hangzhou. Avec ses coéquipiers de la délégation coréenne, il se classe troisième de la poursuite par équipes. Il finit par ailleurs huitième de l'omnium. 

## Palmarès sur piste

### Jeux asiatiques
- Hangzhou 2023
  -  Médaillé de bronze de la poursuite par équipes

### Championnats d'Asie
- Nilai 2018
  -  Champion d'Asie de poursuite par équipes juniors (avec Joo Somang, Park Joo-young et Park Young-kyun)
  -  Médaillé de bronze de la poursuite individuelle juniors
- Jincheon 2020
  -  Médaillé d'argent de la poursuite par équipes
- New Delhi 2022
  -  Médaillé d'argent de la poursuite par équipes

### Championnats nationaux
- 2021
  -  Champion de Corée du Sud de l'américaine (avec Park Sang-hoon)
- 2022
  -  Champion de Corée du Sud de l'américaine (avec Park Sang-hoon)
  - 3e du championnat de Corée du Sud de poursuite par équipes
- 2023[4]
  -  Champion de Corée du Sud de l'américaine (avec Park Sang-hoon)
  -  Champion de Corée du Sud de poursuite par équipes (avec Park Sang-hoon, Hong Seung-min et Kang Suk-ho)
- 2024[5]
  - 3e du championnat de Corée du Sud de l'américaine
  - 3e du championnat de Corée du Sud de l'omnium
- 2025
  - 3e du championnat de Corée du Sud de poursuite par équipes[6]

## Palmarès sur route

### Par année
- 2023
  - 3e étape de la Changnyeong Race (contre-la-montre)
  - 3e de la Changnyeong Race

### Classements mondiaux
| Année         | 2019 | 2020 |
| ------------- | ---- | ---- |
| UCI Asia Tour | 304e | 133e |